# توري كانافيزي
توري كانافيزي (بيدمونتيس: لا تور بير) هي كومونا  في مدينة تورينو في المنطقة الإيطالية بيدمونت، وتقع على بعد حوالي 35 كيلومترًا (22 ميلًا) شمال تورينو.
تقع توري كانافيزي على حدود البلديات التالية: كاستيلومونيت، كواقليزو، سترامبينلو، بالديسرو كانافيزي، سان مارتينو كانافيزي، بيارو واجلي.

## نبذة
توري كانافيزي هي مدينة تقع في مقاطعة تورينو في شمال إيطاليا. توري تعني البرج في إيطاليا، وفي هذه الحالة، تشير كلمة «توري» إلى البرج الموجود في قلعة المدينة. تقع على بعد حوالي 40 كيلومترًا (25 ميلًا) من تورينو و 14 كيلومترًا (9 ميل) من إيفريا. توري هي مدينة زراعية يزرع فيها العديد من السكان الفواكه والخضروات بأنفسهم. داخل حدود توري، هناك قلعة وكنيسة كاثوليكية، تم بناء برج الكنيسة من قبل سافينو باريلو. في كل عام في يوم الثلاثاء (يوم الدهون)  تتجمع البلدة في البار حيث يتجمع المواطنون ويأكلون الفاصوليا - المطبوخة في إناء تيرا كوتا فوق اللهب المكشوف - والحساء. يتراوح الطقس من التسعينيات في الصيف إلى منتصف العشرينات في الشتاء. نظرًا لوقوع توري في جبال الألب، يمكن أن تتساقط الثلوج على بعد أقدام قليلة في الشتاء.
في عام 2009، أنشأ المصمم ماسيمو أنتونيلو جيلينج في هذه المدينة حديقة ترفيهية تسمى ڤيازا فيلنيانا  ومخصصة للمخرج فريدركو فليني.